# Le avventure dell'Ape Magà
Le avventure dell'Ape Magà (昆虫物語 みなしごハッチ?, Konchū monogatari - Minashigo Hacchi, lett. "Storia di insetti - L'orfano Hutch"), trasmessa in Italia anche come Le nuove avventure dell'Ape Magà, è una serie anime televisiva in 91 episodi. L'anime, creato da Tatsuo Yoshida, è stato prodotto dalla Tatsunoko fra il 1970 e il 1971 e trasmesso da Fuji TV. La serie ha avuto un seguito, Il ritorno dell'Ape Magà (昆虫物語 新みなしごハッチ?, Konchū monogatari - Shin minashigo Hacchi, lett. "Storia di insetti - Il nuovo 'L'orfano Hutch'"), sempre realizzato da Tatsunoko, di 26 episodi e prodotto nel 1974.
La serie originale ha poi ricevuto un remake nel 1989, Di fiore in fiore con l'Ape Magà (昆虫物語 みなしごハッチ?, Konchū monogatari - Minashigo Hacchi, lett. "Storia di insetti - L'orfano Hutch"), caratterizzato da episodi nuovi e da una trama più leggera. Un riadattamento americano delle prime due serie realizzato nel 1995 è intitolato Un alveare d'avventure per l'Ape Magà (Honeybee Hutch).
Un lungometraggio d'animazione intitolato La grande avventura dell'Ape Magà è uscito nelle sale in Giappone nel 2010.

## Trama

### Prima serie
La storia inizia con l'alveare dell'Ape regina che viene attaccato e distrutto da un esercito di calabroni, che uccidono quasi tutte le api al suo interno e ne divorano le uova; l'Ape regina è costretta dunque a fuggire, ma un uovo si salva dalla terribile mattanza, finendo nascosto sotto una foglia; tale uovo viene poi trovato da una femmina di bombo e preso da questa come se fosse uno dei suoi.
La piccola Magà (nella versione giapponese Hutch o Hacchi, in quanto il protagonista originariamente è di sesso maschile, quindi un fuco) viene così allevata dalla mamma Bombo con amore e dedizione ma è disprezzata e isolata dai suoi fratellastri. Un giorno, l'ape scopre che in realtà è stata adottata; Magà decide dunque di abbandonare la famiglia in cui è cresciuta, in cui non si è mai sentita pienamente accettata e si mette in viaggio alla ricerca della mamma, nel bel mezzo di una natura che molto spesso si rivelerà assai ostile, pericolosa e crudele.
Da qui la giovane ape vivrà una grande quantità di avventure, incontrerà vari animali che si dimostreranno suoi amici (farfalle, anfibi, altre api, bruchi, ecc...), molti dei quali andranno però incontro a una fine tragica, ma anche moltissimi nemici spietati contro cui la protagonista ingaggerà dei durissimi scontri (ragni, rospi, formiche, topi, calabroni, serpenti, talpe, uccelli predatori, rettili, mantidi religiose e anche gli esseri umani con le loro trappole e i loro veleni).
Durante il suo viaggio, Magà scoprirà che sua madre è l'Ape Regina e incontrerà un'altra ape, Maya, che deciderà di accompagnarla nella sua ricerca. Alla fine Magà, dopo tante traversie, ritroverà sua madre e la salverà da una morte certa e scoprirà inoltre che Maya è in realtà sua sorella, anche lei sopravvissuta alla strage fatta dai calabroni nell'alveare all'inizio della storia. Liberatasi così dalla solitudine che l'attanagliava, Magà ritrova la sua famiglia e si adopererà per ricostruire il suo regno, ancora più bello e pacifico di com'era un tempo.

### Seconda serie
Il sequel ha inizio qualche tempo dopo gli eventi occorsi durante la prima serie.
Magà ha ritrovato finalmente sua madre l'Ape regina e sua sorella Maya ed insieme hanno ricostruito il regno delle api. Nel regno le cose vanno bene, finché uno sciame di falene arriva a distruggere il territorio circostante l'alveare, di cui vogliono impossessarsi. La vecchia Aghi, un'ape a capo dell'esercito, vuole andare in guerra contro le falene, ma la Regina si oppone, così Aghi e il Generale iniziano a tramare per estrometterla, e mirano a mettere sul trono Dorosi, una giovane ape che aspira a diventare regina. Accortosi di questo tranello, l'altro generale, padre di un'ape amica di Magà e Maya, avvisa Magà e insieme decidono di recarsi a parlare con le falene per mantenere la pace.
L'incontro si rivela un disastro, infatti il buon generale viene assassinato dal capo delle falene; tornati all'alveare col cadavere del buon generale, Magà ed i suoi amici vengono duramente rimproverati da Aghi e dall'esercito. Con l'esercito sempre più arrabbiato e con Aghi che li incita alla guerra, tutti si convincono che la Regina ormai non è più in grado di regnare e così lei, Magà e Maya vengono deposte e Dorosi sale sul trono.
Subito l'esercito va all'attacco delle falene, ma, quando giungono nel loro territorio si trovano davanti ad una scena agghiacciante: le falene sono tutte morte, compreso il loro capo. Dalle rocce spuntano i calabroni, artefici del massacro delle falene. I calabroni distruggono l'esercito delle api, rapiscono Aghi e vanno all'alveare dicendo che vogliono la Regina in cambio del rilascio di Aghi, promettendo in cambio di non attaccare l'alveare, Dorosi è disperata, così la vera Regina si costituisce come ostaggio dei calabroni, viene portata via e fatta prigioniera.
Magà e Maya, disperate, vanno a cercarla, Magà la trova, ma la Regina, nel tentativo di raggiungere la figlia, precipita in un burrone e, non potendo quasi più volare, muore.
Mentre Magà e Maya piangono per la perdita appena subita, lo spirito dell'Ape regina appare alle figlie, consigliandole di andare a cercare un luogo chiamato la Collina della bellezza e di stabilirsi là.
Magà e Maya si metteranno quindi nuovamente in viaggio, accompagnate da un amico coccinella di nome Tenten (che si unisce a un certo punto nel loro cammino), alla ricerca di questo luogo meraviglioso e pacifico, oltre che del loro padre, mai conosciuto. Allo stesso tempo dovranno vedersela con il perfido Apachi, una vespa che cerca vendetta contro Magà, essendo convinto che questa gli abbia ucciso il padre tempo prima, e con le tante insidie che, così come nella prima serie, la natura riserverà loro.
Dopo molte peripezie, Magà e Maya giungeranno finalmente alla Collina della bellezza e daranno così vita ad un nuovo regno delle api, caratterizzato da pace, armonia e prosperità.

## Personaggi principali
Magà (ハッチ?, Hacchi, Hutch)
Il protagonista ed eroe della storia, che nella versione italiana della serie originale è presentata come femmina. Ha un forte senso della giustizia e un intelletto acuto ed è molto altruista (molto spesso lo si vede ingaggiare delle dure lotte con dei predatori per salvare degli amici in pericolo), anche se a volte si rivela esser abbastanza ingenuo. Le varie esperienze (spesso assai dure e tragiche) che affronterà durante il viaggio lo renderanno più forte, sia mentalmente che fisicamente, adatto così a succedere alla madre nel regno; infine l'incontro con la sorella Maya gli darà un maggior senso di responsabilità.
Doppiato da: Yōko Kuri (1ª e 2ª serie), Hitomi Ishikawa (3ª serie) (giapponese), Antonella Baldini (ep. 1x01-26), Francesca Guadagno (ep. 1x27-49), Laura Lenghi (ep. 1x53-91, 2ª serie), Marcella Silvestri (ed. Saban), Tosawi Piovani (3ª serie) (italiano).
Madre (Ape Regina) (ママ?, Mama)
Regina delle api e madre di Magà e Maya. Viene estromessa dal regno per essersi opposta alla guerra. Lascia un testamento in cui invita Magà e la sorella a recarsi insieme fin sulla Collina della bellezza per ricostruire lì in pace il regno delle api.
Doppiata da: Haruko Kitahama (1ª e 2ª serie), Yoshiko Sakakibara (3ª serie) (giapponese), Piera Vidale (ep. 1x01-02), Liliana Jovino (ep. 1x29), Carla Comaschi (ep. 1x40, 71, 83-84), Antonia Forlani (ep. 1x70, 85-91, 2ª serie), Liliana Sorrentino (ep. 1x74-81), Elisabetta Cesone (ed. Saban), Lorella De Luca (3ª serie) (italiano).
Zia Bombo (シマコハナバチのおばさん?, Shimakohanabachi no obasan)
Una femmina di bombo che inizialmente prende con sé Magà dopo che questi rimane orfano. Nel remake si chiama Honey ed è un'ancella della regina delle api, mentre nella riedizione americana il suo nome è Betty.
Doppiata da: Nobuko Terashima (1ª serie), Atsuko Mine (3ª serie) (giapponese), Antonia Forlani (ep. 1x01, 13, 58), Anna Teresa Eugeni (ep. 1x14), Marisa Della Pasqua (ed. Saban), Silvana Fantini (3ª serie) (italiano).
Maya (アーヤ?, Āya)
La sorella di Magà. Gentile e premurosa, ha un'indole buona ed ottimista che le permette sempre di superare al meglio le avversità. Nella seconda serie viene scelta come nuova regina. Nella riedizione americana si chiama Alli.
Doppiata da: Yoshiko Yamamoto (1ª serie), Michiko Nomura (2ª e 3ª serie) (giapponese), Ilaria Stagni (1ª serie, ep. 2x01-09, 14-26), Gabriella Andreini (ep. 2x10-13), Elisabetta Spinelli (ed. Saban) (italiano).
Mantis (カマキチおじさん?, Kamakichi ojisan)
Una mantide gigante maschio. Appare inizialmente come antagonista combattendo contro Magà. Cambia atteggiamento quando scopre che l'ape aveva aiutato la sua famiglia. In seguito aiuta Magà nella sua avventura per ritrovare la madre e muore eroicamente nella battaglia contro i calabroni. Nella riedizione americana si chiama Mac.
Doppiato da: Takeshi Watabe (ep. 1x01), Shōzō Iizuka (1ª serie), (giapponese), Enzo Consoli (ep. 1x01), Giancarlo Padoan (1ª serie), Giovanni Battezzato (ed. Saban) (italiano).
Tenten (テンテン?, Tenten)
Un piccolo di coccinella che appare nella seconda serie. Accompagna Magà e Maya alla ricerca del padre. Nella riedizione americana si chiama Dan Dan.
Doppiato da: Junko Hori (giapponese), Christian Fassetta, Anna Maria Tulli (ed. Saban) (italiano).
Abachi (アバッチ?, Abachi)
Un giovane calabrone che appare nella seconda serie. È nemico di Magà, che considera responsabile della morte di suo padre nella battaglia finale della serie precedente, e lo insegue per tutta la sua avventura. Verso la fine della storia scopre che il suo odio è dovuto a un malinteso e i due fanno pace. Nella riedizione americana si chiama Right Roco; tuttavia il suo ruolo è stato completamente riscritto e appare in un solo episodio.
Doppiato da: Hiroko Maruyama (giapponese), Fabrizio Mazzotta, Claudio Moneta (ed. Saban) (italiano).

## Anime
L'anime originale, prodotto da Tatsunoko, è composto da due serie: la prima è andata in onda in 91 episodi su Fuji TV dal 7 aprile 1970 al 28 dicembre 1971 e la seconda in 26 episodi su NET dal 5 aprile al 27 settembre 1974. Gli ascolti della seconda serie furono più bassi della precedente, che perciò si concluse dopo soli 26 episodi contro i 91 della prima.
Il remake della prima serie è stato trasmesso da NTV in 55 episodi dal 21 luglio 1989 al 31 agosto 1990. La trama è fondamentalmente la stessa dell'originale, ma con diversi cambiamenti, ad esempio la madre adottiva di Magà è un'ancella sfuggita all'attacco dei calabroni e il protagonista scopre di essere un principe all'inizio della storia. Inoltre, l'atmosfera drammatica presente nell'originale è stata attenuata, eliminandone i risvolti più crudeli.
La prima serie è stata importata in Italia dalla Doro TV Merchandising e trasmessa dal 15 ottobre 1979 sulle reti locali. I primi 26 episodi andarono in onda con il titolo Le avventure dell'Ape Magà su distribuzione Avo Film, mentre i successivi furono distribuiti dalla Italian TV Broadcasting come Le nuove avventure dell'Ape Magà. Il doppiaggio venne eseguito dalla Edizioni Miguel di Roma su direzione e dialoghi di Antonia Forlani. L'adattamento dà all'ape protagonista il nome Magà e cambia il suo sesso da maschile a femminile. Quest'ultima modifica nella versione italiana, ha contribuito a generare una certa confusione e ha involontariamente creato situazioni spesso ambigue nei rapporti tra i personaggi, come ad esempio nell'episodio in cui Magà si innamora, ricambiata, di una farfalla femmina. Ciononostante il primo adattamento italiano non apportò particolari censure, aggirando il "problema" presentando i rapporti che Magà crea con gli insetti femmina come quelli tra una possibile madre adottiva ed una figlia oppure come sorelle acquisite, anziché come relazioni sentimentali. La voce narrante (in originale di Toshiko Maeda per tutte le serie) è inizialmente di Roberto Del Giudice, per poi passare a Giancarlo Padoan, che narrerà anche il seguito. La seconda serie venne trasmessa in Italia sulle reti locali subito dopo la precedente, nel 1980, con il titolo Il ritorno dell'Ape Magà e con lo stesso adattamento e cast di doppiatori della prima.
Il remake del 1989 è stato importato in Italia da Dynit nel 2008, che tuttavia ha distribuito in DVD soltanto i primi quattro episodi. Il doppiaggio è stato effettuato dalla ADC Group di Milano su direzione di Silvana Fantini e dialoghi di Valentina Semprini, Federica Hauser e Paolo Sala. La voce narrante è di Lorella De Luca.

### Riedizione americana
Nel 1995 è stata prodotta negli Stati Uniti dalla Saban Entertainment una riedizione delle prime due serie. Gli originali 117 episodi sono stati rimontati e ridotti a 65. La trama generale dell'adattamento si attiene principalmente alla prima serie, ma al suo interno sono stati inseriti alcuni episodi della seconda. L'assetto drammatico e tragico della versione originale fu in buona parte modificato, cambiando molti finali. Nell'adattamento continuano a essere mostrate le difficoltà, costituite spesso dalle varie lotte per la sopravvivenza nel regno degli insetti, ma con un taglio più leggero per via dell'eliminazione delle scene più crude, costituite anche dalle morti di alcuni personaggi. Queste ultime, in diversi casi, anche grazie a dei rimontaggi, nell'adattamento americano passano come ferite che guariscono, dando un costante lieto fine a quasi tutte le storie. Anche la colonna sonora fu modificata, con nuove musiche composte da Shuki Levy e Kussa Mahchi.
La riedizione Saban venne importata in Italia da Mediaset e trasmessa dal 27 luglio 1998 su Italia 1, con il titolo Un alveare d'avventure per l'Ape Magà. Il doppiaggio è stato eseguito dalla Deneb Film su direzione di Guido Rutta, con dialoghi di Tullia Piredda, Aldo Stella e dello stesso Rutta. Nella versione italiana dell'adattamento, pur mantenendo il nome Magà, il genere del protagonista è stato riportato al maschile, così come nella serie originale e nella versione americana. La voce narrante è di Maddalena Vadacca.

### Sigle
Le sigle di apertura giapponesi sono:
- Minashigo Hutch (みなしごハッチ? lett. "L'orfano Hutch"), cantata da Yuri Shimazaki (prima serie)
- Shin minashigo Hutch (新みなしごハッチ?), cantata da Yuri Shimazaki (seconda serie)
- Minashigo Hutch (みなしごハッチ? lett. "L'orfano Hutch"), cantata da Hitomi Ishikawa (terza serie)

Mentre le sigle di chiusura sono:
- Mama o tazunete (ママをたずねて? lett. "Trovando la mamma"), cantata da Yuri Shimazaki (prima serie)
- Utsukushi no oka (美しの丘? lett. "La bella collina"), cantata da Yuri Shimazaki (seconda serie)
- Yume no temae de (夢の手前で? lett. "Prima del sogno"), cantata da Michiru Kojima (terza serie)

Nella prima trasmissione italiana del 1979 della serie originale, furono inizialmente adottate le sigle originali giapponesi, sostituite poco dopo con la sigla italiana L'ape Magà, cantata dal coro I nostri figli diretto da Nora Orlandi su testo di Lucio Macchiarella e musica e arrangiamento di Vito Cappa. Tale sigla venne utilizzata anche per la seconda serie. Per la trasmissione sulle reti Mediaset della riedizione Saban fu usata la sigla Un alveare d'avventure per l'ape Magà, scritta da Alessandra Valeri Manera con la musica di Silvio Amato e cantata da Cristina D'Avena, mentre per la messa in onda su Fox Kids venne fatto un adattamento della sigla statunitense cantata da un coro. Nell'edizione italiana della serie remake sono state utilizzate le sigle originali.

### Home video

Copertina del DVD italiano di Di fiore in fiore con l'Ape Magà

#### Giappone
In Giappone non esiste una pubblicazione completa della prima serie per l'home video. Il 5 giugno 1984 la Victor Company of Japan ha pubblicato un VHS con i primi due episodi. Il 25 ottobre 1994 la Pioneer LDC ha pubblicato un VHS, chiamato semplicemente con il titolo della serie, contenente gli episodi 1, 2, 7 e 23. Il 21 febbraio 1997 sono state pubblicate da Pioneer LDC cinque coppie di VHS che raccoglievano ognuno un gruppo di episodi dell'anime, indicati con il titolo della saga contenuta in essi e formati da un VHS detto Jōkan (上巻? "Primo volume") e uno detto Gekan (下巻? "Ultimo volume"). Sono stati poi pubblicati in Giappone diversi DVD che raccolgono alcuni episodi della serie. Un gruppo di sei DVD detto Konchū monogatari Minashigo Hutch selection (昆虫物語みなしごハッチ セレクション?, Konchū monogatari Minashigo Hacchi serekushon) è stato pubblicato in parte nel 2002 e in parte nel 2006 e comprende i seguenti dischi:
| N° | Episodi    | Data di pubblicazione | Azienda di distribuzione | Fonti         |
| -- | ---------- | --------------------- | ------------------------ | ------------- |
| 1  | 1, 2, 7    | 25 luglio 2002        | Digital Frontier         | [ 11 ]        |
| 2  | 8, 20, 53  | 23 agosto 2002        | Digital Frontier         | [ 12 ]        |
| 3  | 74, 90, 91 | 26 settembre 2002     | Digital Frontier         | [ 13 ]        |
| 4  | 4, 12, 24  | 22 novembre 2006      | Showgate                 | [ 14 ] [ 15 ] |
| 5  | 36, 72, 73 | 22 novembre 2006      | Showgate                 | [ 15 ] [ 16 ] |
| 6  | 87, 88, 89 | 22 novembre 2006      | Showgate                 | [ 15 ] [ 17 ] |

Un altro DVD, intitolato Special Selection DVD - Konchū monogatari - Minashigo Hutch (スペシャルセレクションDVD 昆虫物語 みなしごハッチ?, Supesharu Serekushon DVD - Konchū monogatari - Minashigo Hacchi) è stato pubblicato da Media Factory il 16 luglio 2010 e contiene gli episodi 1, 24, 53, 72, 88, 89, 90 e 91. Infine, un DVD intitolato Konchū monogatari - Minashigo Hutch - Shokai to saishūkai (昆虫物語 みなしごハッチ 初回と最終回? "Storia di insetti - L'orfano Hutch - L'inizio e la fine") è stato pubblicato da Liverpool Co. il 26 dicembre 2011 e in una nuova edizione il 20 luglio 2012, e contiene gli episodi 1, 90 e 91.
L'intera seconda serie di 26 episodi è uscita in DVD in Giappone, in un'unica confezione con sette dischi, il 30 maggio 2007.
La serie remake è stata pubblicata da VAP in 27 VHS fra il 5 ottobre 1989 e il 5 dicembre 1990.

#### Italia
In Italia, almeno i primi cinque episodi della prima serie sono stati posti in vendita in formato Super 8 dalla AVO Film, che ha pubblicato anche almeno due VHS nel 1981, uno con gli episodi 1 e 2 e uno con gli episodi 3 e 4. Non ci sono state invece uscite della seconda serie per l'home video in Italia.
Sono stati pubblicati da EXA Cinema e One Movie 12 DVD della riedizione statunitense contenenti i primi 37 episodi, con il titolo L'Ape Magà. I DVD sono divisi in tre "stagioni" da quattro dischi l'una; ogni stagione è stata pubblicata prima in DVD separati e poi in un'unica confezione che raccoglie i quattro DVD.
| N° stagione | N° DVD | Episodi | Pubblicazione DVD singolo | Pubblicazione stagione completa |
| ----------- | ------ | ------- | ------------------------- | ------------------------------- |
| 1           | 1      | 1-3     | 20 maggio 2008            | 1º ottobre 2008                 |
| 1           | 2      | 4-6     | 20 maggio 2008            | 1º ottobre 2008                 |
| 1           | 3      | 7-9     | 20 maggio 2008            | 1º ottobre 2008                 |
| 1           | 4      | 10-12   | 20 maggio 2008            | 1º ottobre 2008                 |
| 2           | 1      | 13-16   | 23 febbraio 2010          | 23 febbraio 2010                |
| 2           | 2      | 17-19   | 23 febbraio 2010          | 23 febbraio 2010                |
| 2           | 3      | 20-22   | 23 febbraio 2010          | 23 febbraio 2010                |
| 2           | 4      | 23-25   | 23 febbraio 2010          | 23 febbraio 2010                |
| 3           | 1      | 26-28   | 19 maggio 2010            | 19 maggio 2010                  |
| 3           | 2      | 29-31   | 19 maggio 2010            | 19 maggio 2010                  |
| 3           | 3      | 32-34   | 19 maggio 2010            | 19 maggio 2010                  |
| 3           | 4      | 35-37   | 19 maggio 2010            | 19 maggio 2010                  |

I primi quattro episodi della serie remake sono stati distribuiti in Italia dalla Dynit il 9 aprile 2008 su un DVD. I restanti 51 episodi restano inediti per l'Italia.

## Film
Dalla serie è stato tratto il film d'animazione La grande avventura dell'Ape Magà, diretto da Tetsurō Amino. La pellicola, prodotta da Tatsunoko e Group TAC, è stata distribuita nelle sale in Giappone il 31 luglio 2010.